# A-Punk
A-Punk is de derde single van het album Vampire Weekend van Vampire Weekend. Het nummer kent postpunkcoupletten met hoekige gitaarpartijen. Het refrein wordt gekenmerkt door harmonium- en fluitgeluiden.

## Videoclip
De videoclip bij het nummer toont de vier bandleden, terwijl ze het nummer spelen. Hun bewegingen zijn echter versneld, zodat de bandleden erg snelle bewegingen maken met hun gitaren en drumkits. Bij het tweede refrein komen vanuit elke hoek handen op zanger Ezra Koenig af. Op het eind van het nummer rennen alle bandleden snel weg.
De videoclip is geregisseerd door Garth Jennings.